# Zwemvest
Een zwemvest of drijfhulpmiddel wordt vaak gebruikt bij watersporten als surfen, waterskiën, zeilen en kanovaren. In tegenstelling tot een reddingsvest is het slechts een drijfhulp en zal het een (bewusteloze) drenkeling niet vanzelf op de rug keren met het gezicht boven water. Behalve drijfhulp is een zwemvest ook een stootkussen bij aanvaringen en houdt het de lichaamswarmte vast.
De beweging van de gebruiker wordt door een zwemvest minder belemmerd dan door een reddingsvest. Een minder belemmerend, zelfopblazend reddingsvest is voor bovengenoemde sporten (afgezien van zeilen) geen optie, omdat het bij aanraking met water spontaan opblaast. Daarna moet een dergelijk vest van een hervulling worden voorzien. Voor een sport waarbij je vaak ook nat wordt zonder noodzakelijk gevaar is dit onpraktisch.